# Józef Barański (dyrektor teatru)
Józef Barański (ur. ok. 1806, zm. po 1860) – polski aktor i przedsiębiorca teatralny, dyrektor teatrów prowincjonalnych.

## Kariera teatralna
Występował w zespołach teatrów prowincjonalnych: Jana Brzezińskiego (1828), Wincentego Raszewskiego (1833), Ludwika Heckera (1844–1845) i Feliksa Stobińskiego (1850), a także w teatrze krakowskim (1840-1842). Od 1850 r. prowadził własny zespół teatralny (początkowo przy współpracy Pauliny Biernackiej), wraz z którym występował przez 10 lat w wielu miejscowościach na prowincji, m.in. w: Lublinie, Kielcach, Busku, Radomiu, Suwałkach, Łomży, Pułtusku, Solcu, Łodzi, Pilicy, Jędrzejowie, Opocznie, Rawie, Częstochowie, Wieluniu, Łowiczu, Płocku, Krośniewicach i Ozorkowie. Zespół został rozwiązany ok. 1860 r.

## Życie prywatne
Jego żoną była aktorka teatralna Julia Barańska. Po zakończeniu kariery teatralnej został nauczycielem w Łęczyckiem.